# Črešnjevci
Črešnjevci je jednou ze třiceti vesnic, které tvoří občinu Gornja Radgona ve Slovinsku. Ve vesnici v roce 2002 žilo 778 obyvatel.

## Poloha, popis
Rozkládá se v Pomurském regionu na severovýchodě Slovinska. Celková rozloha vesnice je 4,79 km² a rozkládá se v nadmořské výšce zhruba 220 – 320 m. Leží přibližně 2 km jižně od města Gornja Radgona, střediskové obce občiny. Sousedními vesnicemi jsou: Norički Vrh na severu, Mele na východě, Orehovci a Orehovski Vrh na jihu, Zbigovci a Police na západě. Na severu také sousedí s městem Gornja Radgona.